# Джордж, Лесли-Энн
Лесли-Энн Ронелда Джордж англ. Lesle-Ann Ronelda George, 20 октября 1985, Блумфонтейн, ЮАР) — южноафриканская хоккеистка (хоккей на траве), полузащитник.

## Биография
Лесли-Энн Джордж родилась 20 октября 1985 года в южноафриканском городе Блумфонтейн.
Окончила университет Фри-Стейт в Блумфонтейне, где изучала коммуникации и производственные отношения.
Играла в хоккей на траве за нидерландский «Кампонг».
В 2006 году участвовала в хоккейном турнире Игр Содружества 2006 года.
В 2008 году вошла в состав сборной ЮАР по хоккею на траве на летних Олимпийских играх в Лондоне, занявшей 11-е место. Играла на позиции полузащитника, провела 6 матчей, мячей не забивала.
В 2012 году вошла в состав сборной ЮАР по хоккею на траве на летних Олимпийских играх в Лондоне, занявшей 10-е место. Играла на позиции полузащитника, провела 6 матчей, забила 2 мяча в ворота сборной США.
Дважды участвовала в чемпионатах мира — в 2006 и  2010 годах. На турнире 2010 года забила 1 мяч.